# Братська могила жертв фашизму (Олевськ)
Братська могила жертв фашизму — пам'ятка історії місцевого значення, що знаходиться за 1 км на південний схід від міста Олевська Житомирської області, охоронний номер 2321. В ній поховано 1036 мирних жителів міста, навколишніх сіл Болярка, Жубровичі, Забороче, Кишин, Корощине, Лопатичі, Лугове, Рудня-Бистра, Рудня-Замисловецька, Сновидовичі, Устинівка, Шебедиха – жінок, дітей, чоловіків похилого віку, активістів, підпільників.

## Історія пам'ятки
З перших днів окупації Олевська (5 серпня 1941) на розі вулиць Комсомольська та Жовтнева було влаштовано єврейське гетто. Першу партію євреїв в кількості 370 чоловік розстріляли на цьому місці 18 серпня 1941 року. В листопаді 1941 року в Олевську та навколишніх селах було проведено облаву, 535 молодих людей та членів їх родин розстріляли  за відмову виїхати до Німеччини. Їх прізвища відомі. Під час облави 12-17 жовтня 1943 року до олевської в’язниці було доставлено 125 заарештованих, їх розстріли на цьому місці після катувань. Їх прізвища невідомі. 
В цій же могилі поховано членів Олевської підпільної організації під керівництвом О. С. Нечипоренка: М. С. Білошицьку, П. С. Білошицького, О. С. Бондарчука, М. С. Логвинюка, С. С. Логвинюка, страчених 20 жовтня 1943, а також у 1945 році  перепоховано  М. С. Кравченка – бійця партизанського загону «Олевський», В. С. Єфімчука, який загинув поблизу при виконанні завдання щодо встановлення зв’язку з десантованою оперативною групою С. Ф. Маликова.

## Опис
Братська могила знаходиться на території колишнього піщаного кар’єру, за 100 м на захід від залізничного мосту через річку Уборть.
У 1984 році на могилі встановлено бетонну скульптурну композицію у вигляді постаті чоловіка зі зв’язаними колючим дротом руками. Біля його ніг знаходиться дівчинка. На цегляному постаменті викарбувано меморіальний напис: «Тут в 1941-1943 роках закатовано гітлерівськими окупантами сотні партизан, підпільників і мирних радянських громадян. Вічна пам’ять тим, хто віддав своє життя за Батьківщину».